# 340
| Calendário gregoriano                                                        | 340 CCCXL                       |
| Ab urbe condita                                                              | 1093                            |
| Calendário arménio                                                           | -212 – -211                     |
| Calendário bahá'í                                                            | -1504 – -1503                   |
| Calendário budista                                                           | 884                             |
| Calendário chinês                                                            | 3036 – 3037                     |
| Calendário copta                                                             | 56 – 57                         |
| Calendário etíope                                                            | 332 – 333                       |
| Calendários hindus - Vikram Samvat - Calendário nacional indiano - Cáli Iuga | 395 – 396 261 – 262 3440 – 3441 |
| Calendário Holoceno                                                          | 10340                           |
| Calendário islâmico                                                          | 291 BH – 290 BH                 |
| Calendário judaico                                                           | 4100 – 4101                     |
| Calendário persa                                                             | 282 BP – 281 BP                 |
| Calendário rúnico                                                            | 590                             |
| Calendário solar tailandês                                                   | 883                             |

340 (CCCXL, na numeração romana)  foi um ano bissexto do século IV do Calendário Juliano, da Era de Cristo, e as suas letras dominicais foram F e E (52 semanas), teve início a uma terça-feira e terminou a uma quarta-feira.
| Ano completo                          |
| ------------------------------------- |
| Ano bissexto com início à terça-feira |

## Nascimentos
- Ambrósio de Milão, bispo de Milão. († 397)

## Mortes
- Constantino II, Imperador romano (n.316)